# Kiki Vandeweghe
Ernest Maurice Vandeweghe III, detto Kiki (Wiesbaden, 1º agosto 1958), è un ex cestista, allenatore di pallacanestro e dirigente sportivo statunitense, professionista nella NBA.

## Carriera
Nato in Germania Ovest dove il padre Ernie Vandeweghe (1928-2014), ex giocatore NBA di buon livello, era di stanza con l'aviazione, si trasferì negli Stati Uniti, in California, per frequentare le scuole superiori. Terminato il liceo, riuscì ad iscriversi al prestigioso college di UCLA, famoso per la grande tradizione nella pallacanestro. Nel torneo NCAA fu due volte All-American, e guidò i Bruins alla finale del 1980 (persa contro Louisville).
Nella NBA venne accolto con interesse, e i Dallas Mavericks lo scelsero al primo giro del Draft NBA 1980, con la 11ª chiamata assoluta. Subito dopo il draft, i Mavericks lo cedettero ai Denver Nuggets, visto il rifiuto del giocatore di trasferirsi a Dallas. Vandeweghe, ala di 2 metri e 3 centimetri dal tiro medio-lungo devastante, dimostrò in breve un grande potenziale, spiccando in particolare per le sue doti di ottimo realizzatore: nel 1982, al suo 2º anno, raggiunse la barriera dei 20 punti di media a partita, e si mantenne al di sopra di questo standard per ben sette stagioni consecutive (fino al 1988).
Nel 1984, fu il leader dei Nuggets per punti segnati (3º in tutta la NBA), con il massimo in carriera di 29,4 a partita, nonostante giocasse nella stessa formazione di grandi giocatori e realizzatori come Alex English e Dan Issel. Dal 1985 ha giocato con i Portland Trail Blazers, fino ad interrompere il rapporto con loro a metà stagione 1988-89 per passare ai New York Knicks per altri 3 anni. Nel 1993 vestì invece la maglia dei Los Angeles Clippers.
Dal 2001 ha occupato la carica di general manager nei Denver Nuggets, con risultati più o meno apprezzati. Nella stagione 2009-10 è stato allenatore e general manager dei New Jersey Nets, con scarsi risultati (12 vittorie e 52 sconfitte).

## Statistiche e riconoscimenti
In 13 stagioni e 810 partite disputate, ha avuto una media di 19,7 punti e 3,4 rimbalzi a partita, con buonissime percentuali al tiro del 52,5% dal campo (36,8% da tre punti) e 87,2% ai tiri liberi. È stato convocato in 2 NBA All-Star Game (1983 e 1984), segnando in totale 21 punti, mentre è stato il migliore della lega nel 1987 nella percentuale del tiro da 3 (48,1%) e secondo in quella dei liberi nel 1983 (87,5%) e 1985 (89,6%). La sua squadra ha sempre raggiunto i play-off in 12 delle 13 stagioni da lui giocate.

## The "Kiki Move"
Kiki Vandeweghe ha perfezionato e reso caratteristico del suo gioco un movimento di attacco, proprio per questo rinominato "Kiki Move", che abbinato ad un buon tiro in sospensione può rivelarsi molto produttivo.
Questo movimento si effettua principalmente partendo all'incirca dal perimetro o poco dopo; l'attaccante con la palla esegue prima un jab step, ovvero una finta d'entrata da un lato, parte in palleggio dall'altro, esegue uno o due palleggi, si arresta a un tempo con un saltello indietro e tira in sospensione. Il vantaggio nell'utilizzo di questo movimento è che consente di effettuare il tiro mantenendo una certa distanza dal difensore, che per contenere la penetrazione è costretto ad arretrare bruscamente.

## Statistiche
| * | Primo nella lega |

### NCAA
| Anno      | Squadra     | PG  | PT | MP   | TC%  | 3P% | TL%  | RP  | AP | PRP | SP | PP   |
| --------- | ----------- | --- | -- | ---- | ---- | --- | ---- | --- | -- | --- | -- | ---- |
| 1976-1977 | UCLA Bruins | 23  | -  | 10,0 | 50,0 | -   | 70,6 | 1,8 | -  | -   | -  | 3,6  |
| 1977-1978 | UCLA Bruins | 28  | -  | 21,1 | 54,9 | -   | 68,7 | 4,4 | -  | -   | -  | 8,9  |
| 1978-1979 | UCLA Bruins | 30  | -  | 30,5 | 62,2 | -   | 81,2 | 6,3 | -  | -   | -  | 14,2 |
| 1979-1980 | UCLA Bruins | 32  | -  | 33,8 | 55,7 | -   | 79,1 | 6,8 | -  | -   | -  | 19,5 |
| Carriera  | Carriera    | 113 | -  | 24,9 | 57,0 | -   | 77,6 | 5,0 | -  | -   | -  | 12,2 |

### NBA

#### Regular Season
| Anno      | Squadra             | PG  | PT  | MP   | TC%  | 3P%   | TL%  | RP  | AP  | PRP | SP  | PP   |
| --------- | ------------------- | --- | --- | ---- | ---- | ----- | ---- | --- | --- | --- | --- | ---- |
| 1980-1981 | Denver Nuggets      | 51  | -   | 27,0 | 42,6 | 0,0   | 81,8 | 5,3 | 1,8 | 0,6 | 0,5 | 11,5 |
| 1981-1982 | Denver Nuggets      | 82  | 78  | 33,8 | 56,0 | 7,7   | 85,7 | 5,6 | 3,0 | 0,6 | 0,4 | 21,5 |
| 1982-1983 | Denver Nuggets      | 82  | 79  | 35,5 | 54,7 | 29,4  | 87,5 | 5,3 | 2,5 | 0,8 | 0,5 | 26,7 |
| 1983-1984 | Denver Nuggets      | 78  | 71  | 35,1 | 55,8 | 36,7  | 85,2 | 4,8 | 3,1 | 0,7 | 0,6 | 29,4 |
| 1984-1985 | Portland T. Blazers | 72  | 69  | 34,8 | 53,4 | 33,3  | 89,6 | 3,2 | 1,5 | 0,5 | 0,3 | 22,4 |
| 1985-1986 | Portland T. Blazers | 79  | 76  | 35,3 | 54,0 | 12,5  | 86,9 | 2,7 | 2,4 | 0,7 | 0,2 | 24,8 |
| 1986-1987 | Portland T. Blazers | 79  | 79  | 38,3 | 52,3 | 48,1* | 88,6 | 3,2 | 2,8 | 0,7 | 0,2 | 26,9 |
| 1987-1988 | Portland T. Blazers | 37  | 7   | 28,1 | 50,8 | 37,9  | 87,8 | 2,9 | 1,9 | 0,6 | 0,2 | 20,2 |
| 1988-1989 | Portland T. Blazers | 18  | 1   | 24,0 | 47,5 | 42,1  | 87,9 | 1,9 | 1,9 | 0,4 | 0,2 | 13,9 |
| 1988-1989 | N.Y. Knicks         | 27  | 0   | 18,6 | 46,4 | 30,0  | 91,1 | 1,3 | 1,3 | 0,4 | 0,3 | 9,2  |
| 1989-1990 | N.Y. Knicks         | 22  | 13  | 25,6 | 44,2 | 52,6  | 91,7 | 2,4 | 1,9 | 0,7 | 0,1 | 11,7 |
| 1990-1991 | N.Y. Knicks         | 75  | 72  | 32,3 | 49,4 | 36,2  | 89,9 | 2,4 | 1,5 | 0,6 | 0,1 | 16,3 |
| 1991-1992 | N.Y. Knicks         | 67  | 0   | 14,3 | 49,1 | 39,4  | 80,2 | 1,3 | 0,9 | 0,2 | 0,1 | 7,0  |
| 1992-1993 | L.A. Clippers       | 41  | 3   | 12,0 | 45,3 | 32,4  | 87,9 | 1,2 | 0,6 | 0,3 | 0,2 | 6,2  |
| Carriera  | Carriera            | 810 | 548 | 30,3 | 52,5 | 36,8  | 87,2 | 3,4 | 2,1 | 0,6 | 0,3 | 19,7 |
| All-Star  | All-Star            | 2   | 0   | 20,0 | 58,8 | -     | 50,0 | 3,0 | 1,0 | 0,5 | 0,0 | 10,5 |

#### Play-off
| Anno     | Squadra             | PG | PT | MP   | TC%  | 3P%  | TL%    | RP  | AP  | PRP | SP  | PP   |
| -------- | ------------------- | -- | -- | ---- | ---- | ---- | ------ | --- | --- | --- | --- | ---- |
| 1982     | Denver Nuggets      | 3  | 3  | 36,3 | 58,1 | -    | 100,0* | 6,0 | 3,0 | 0,7 | 1,3 | 22,7 |
| 1983     | Denver Nuggets      | 8  | 8  | 39,6 | 54,4 | 0,0  | 80,0   | 6,5 | 4,0 | 0,5 | 0,9 | 26,8 |
| 1984     | Denver Nuggets      | 5  | 5  | 36,0 | 51,0 | 40,0 | 96,4   | 4,6 | 4,0 | 1,8 | 1,0 | 25,4 |
| 1985     | Portland T. Blazers | 9  | 9  | 34,6 | 53,8 | 14,3 | 93,9   | 3,0 | 1,9 | 0,9 | 0,3 | 22,4 |
| 1986     | Portland T. Blazers | 4  | 4  | 37,3 | 58,0 | 0,0  | 100,0* | 1,3 | 2,0 | 0,5 | 0,5 | 28,0 |
| 1987     | Portland T. Blazers | 4  | 4  | 43,5 | 53,5 | 25,0 | 84,6   | 3,3 | 2,8 | 0,3 | 0,3 | 24,8 |
| 1988     | Portland T. Blazers | 4  | 0  | 18,0 | 27,5 | 0,0  | 100,0  | 3,3 | 1,8 | 0,3 | 0,0 | 7,8  |
| 1989     | N.Y. Knicks         | 9  | 0  | 17,7 | 51,0 | 37,5 | 95,2   | 1,2 | 0,8 | 0,2 | 0,2 | 8,1  |
| 1990     | N.Y. Knicks         | 10 | 10 | 23,6 | 41,9 | 46,2 | 80,0   | 1,2 | 1,4 | 0,5 | 0,2 | 7,6  |
| 1991     | N.Y. Knicks         | 3  | 3  | 33,0 | 40,6 | 60,0 | 88,0   | 2,7 | 1,3 | 0,3 | 0,0 | 17,0 |
| 1992     | N.Y. Knicks         | 8  | 0  | 9,4  | 54,2 | 80,0 | 85,7   | 0,8 | 0,5 | 0,3 | 0,1 | 4,5  |
| 1993     | L.A. Clippers       | 1  | 0  | 9,0  | 33,3 | -    | -      | 0,0 | 1,0 | 1,0 | 0,0 | 4,0  |
| Carriera | Carriera            | 68 | 46 | 27,8 | 51,0 | 34,5 | 90,7   | 2,8 | 2,0 | 0,6 | 0,4 | 16,1 |

#### Massimi in carriera
- Massimo di punti: 51 vs Detroit Pistons (13 dicembre 1983)[1]
- Massimo di rimbalzi: 14 vs San Antonio Spurs (29 aprile 1983)
- Massimo di assist: 10 vs Los Angeles Lakers (21 febbraio 1982)
- Massimo di palle rubate: 4 (3 volte)
- Massimo di stoppate: 2 (6 volte)
- Massimo di minuti giocati: 48 (2 volte)

## Palmarès
- 2 volte NBA All-Star (1983, 1984)
- Miglior tiratore da tre punti NBA (1987)